# Milco
Milco fue el nombre de la mascota de los Juegos Panamericanos 2019 y los Parapanamericanos 2019, realizados en Lima, Perú. Es la undécima mascota de los Juegos Panamericanos.

## Descripción
Milco es un cuchimilco varón, una escultura de arcilla de las culturas prehispánicas chancay, chincha y lima.
Su cuerpo es anaranjado al estar hecho de terracota. Tiene una gran cabeza con forma de triángulo invertido la que adorna con una vincha que se extiende hacia la nariz, tatuajes en los brazos, que varían según el deporte que practique, y el color de su short es rojo, que simboliza la pasión por el deporte, a la vez que es uno de los colores de la bandera peruana. Milco siempre tiene los brazos extendidos dando la bienvenida a los deportistas y a los fanáticos de los deportes.

## Historia
En junio de 2017 el comité organizador reveló los tres finalistas para ser la mascota de los juegos, entre más de mil diseños aspirantes, los cuales fueron: Milco, Amantis, una flor de Amancaes, y Wayqi, un gecko limeño.
Un mes después se anunció que Milco era el ganador, recibiendo el 45% de los votos. Hubo aproximadamente 44.154 votos emitidos en el concurso, la mayor cantidad jamás realizada para una competencia de mascotas para los Juegos Panamericanos.
Andrea Norka Medrano Moy, la diseñadora ganadora, recibió como premio S/15,000 (o aproximadamente $ 4,600 USD).